# Lijst van rijksmonumenten in Deil
De plaats Deil telt 12 inschrijvingen in het rijksmonumentenregister. Hieronder een overzicht.
| Object | Oorspronkelijke functie?       | Bouwjaar          | Architect | Locatie                        | Coördinaten?                  | Nr.?   | Afbeelding                                                                    |
| --- | ------------------------------ | ----------------- | --------- | ------------------------------ | ----------------------------- | ------ | ----------------------------------------------------------------------------- |
| Boerderij waarvan het woongedeelte een lage verdieping en een schilddak bezit                                                            | Boerderij                      | 1786              |           | Prins Willem-Alexanderstraat 7 | 51° 53' 1" NB, 5° 14' 49" OL  | 16494  | Boerderij waarvan het woongedeelte een lage verdieping en een schilddak bezit |
| De Vlinder | Industrie- en poldermolen      | 1913              |           | Appeldijk bij 5                | 51° 53' 15" NB, 5° 13' 33" OL | 16495  | Meer afbeeldingen                                                             |
| Toren der hervormde kerk | Kerk en kerkonderdeel          | mogelijk 16e eeuw |           | Deilsedijk bij 25              | 51° 53' 5" NB, 5° 14' 49" OL  | 16496  | Meer afbeeldingen                                                             |
| Hervormde Kerk: kerkzaaltje behorende bij de reeds beschermde romaanse toren. Interieur: twaalflichtskroon, 18e eeuw en drie grafzerken. | Kerk en kerkonderdeel          | 1843              |           | Deilsedijk 25                  | 51° 53' 5" NB, 5° 14' 49" OL  | 16498  | Meer afbeeldingen                                                             |
| Poort van Bulkestein | Kastelen, landhuizen en parken | 1620              |           | Bulkstraat 28                  |                               | 16499  | Poort van Bulkestein                                                          |
| De Brouwerij | Boerderij                      | mogelijk 1796     |           | Zoetenhoek 8                   | 51° 53' 16" NB, 5° 14' 3" OL  | 16500  | De Brouwerij                                                                  |
| Noordenhoek: landhuis | Kasteel, buitenplaats          | 1898              |           | Appeldijk 1                    | 51° 53' 24" NB, 5° 14' 25" OL | 523718 | Meer afbeeldingen                                                             |
| Noordenhoek: koetshuis | Bijgebouwen kastelen enz.      | 1936              |           | Appeldijk 2                    | 51° 53' 24" NB, 5° 14' 25" OL | 523719 | Upload foto                                                                   |
| Noordenhoek: tuinmuur | Tuin, park en plantsoen        | 1850              |           | Appeldijk bij 1                | 51° 53' 24" NB, 5° 14' 22" OL | 523720 | Upload foto                                                                   |
| Noordenhoek: hekwerk | Erfscheiding                   | 1898              |           | Appeldijk bij 1                | 51° 53' 24" NB, 5° 14' 22" OL | 523721 | Meer afbeeldingen                                                             |
| Onder de Linden: vloedschuur | Boerderij                      | 19e eeuw          |           | Benedeneindseweg bij 14        | 51° 53' 13" NB, 5° 14' 15" OL | 523741 | Onder de Linden: vloedschuur                                                  |
| Onder de Linden: bergschuur | Boerderij                      | ca. 1880          |           | Benedeneindseweg 14            | 51° 53' 13" NB, 5° 14' 15" OL | 523742 | Onder de Linden: bergschuur                                                   |